# Chanteius hainanensis
Chanteius hainanensis är en spindeldjursart som beskrevs av Wu och Lan 1992. Chanteius hainanensis ingår i släktet Chanteius och familjen Phytoseiidae. Inga underarter finns listade i Catalogue of Life.